# ホンダ・FCXクラリティ
FCXクラリティ（FCX Clarity）は、本田技研工業が2008年に発売（リース販売）したセダン型燃料電池自動車。電気自動車と同水準のゼロエミッションであり、5分間で水素を再充填することができ、中型セダンとして長距離の走行が可能である。

## 概要

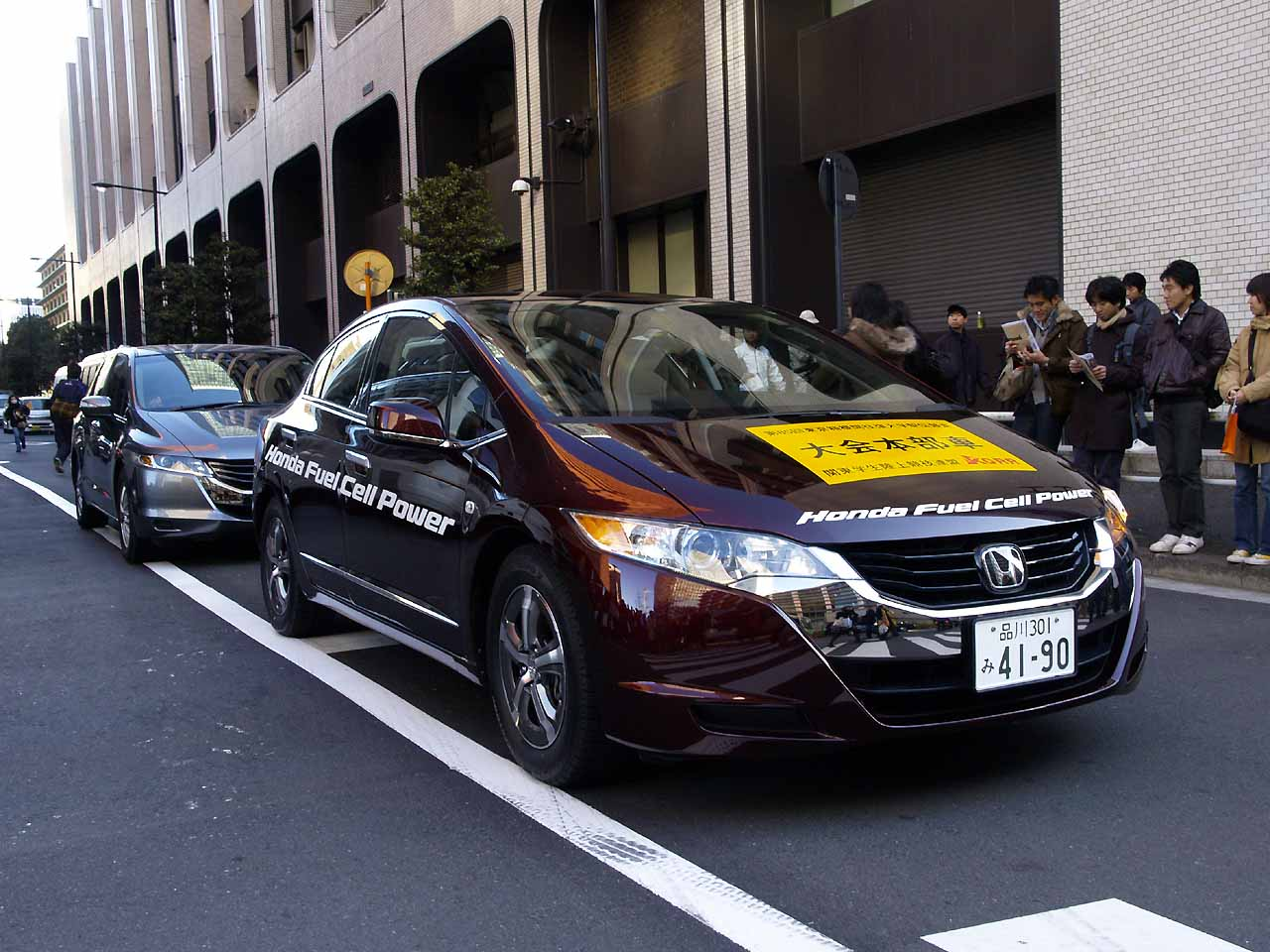
第85回箱根駅伝大会本部車

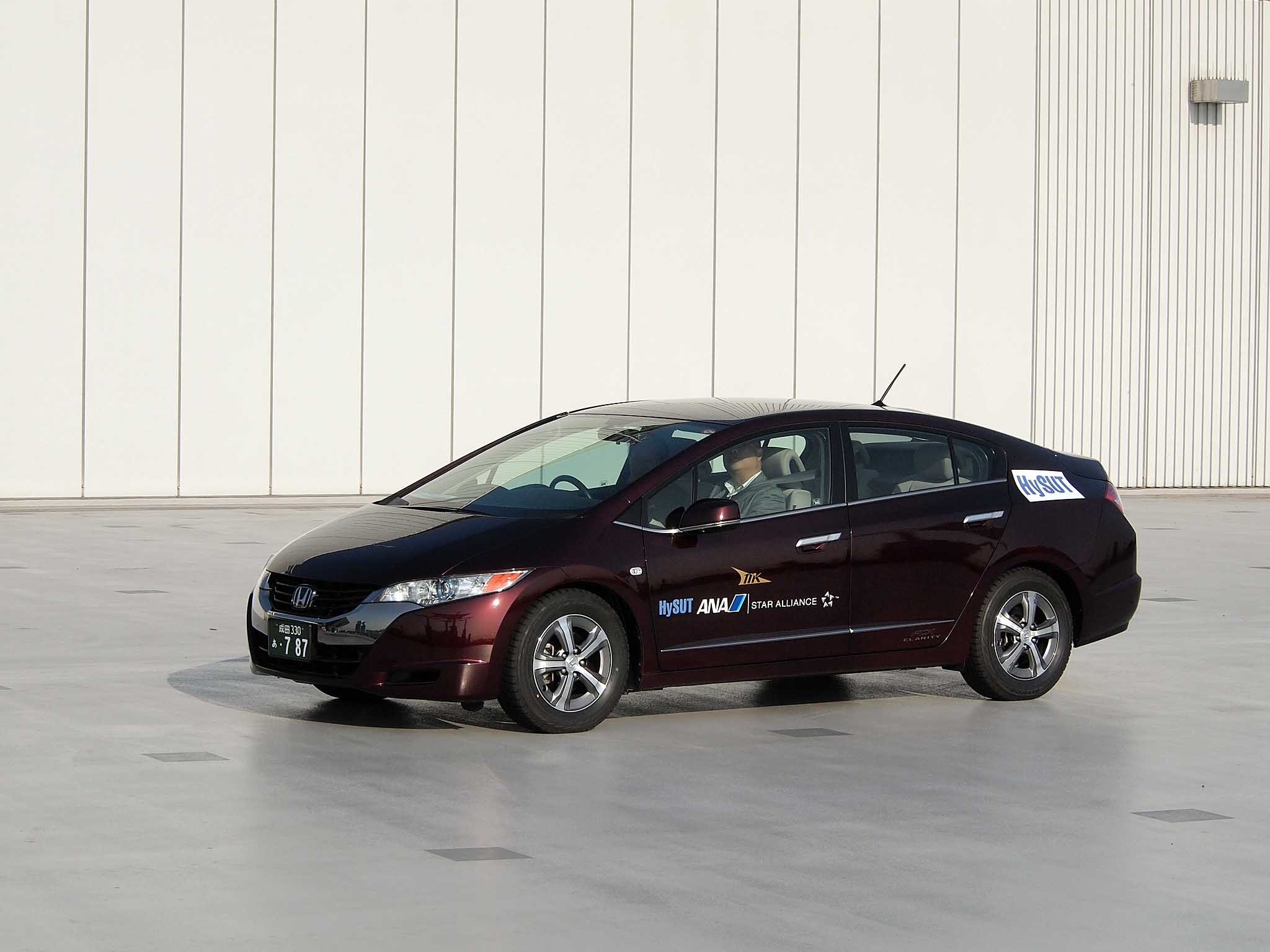
ハイヤーとしての使用例

2002年発売のホンダ・FCXに続き、ホンダがリース販売する二機種目の燃料電池車。コンパクトハッチバックであったFCXに対し、低床低全高のセダンとなった。
ホンダによると2007年11月15日のアメリカ、ロサンゼルスモーターショーでの発表以来、世界中の8万近くの人々が興味を示したとされる。生産は2008年6月から開始されると報告された。2008年6月19日にアメリカで最初の燃料電池自動車の5人の顧客が発表され、7月頃に納車された。最初の顧客の一人は2005年から第一世代の燃料電池自動車であるホンダ・FCXを借りていて返却した人物である。ホンダによると、彼は世界で初めて燃料電池自動車を乗り換える人物であるとされる。現在のリース期限が切れた時点において更新期間はまだ決まっていないものの、現在のリースは更新される可能性がある。
2008年7月から米国でリースが始まり、映画製作者のロン・イェクサが世界最初のユーザーとなった。3年間のリース料金は21,600ドル（月額600ドル）。日本では官公庁と一部法人のみが対象となり、11月に第一号車が環境省へ納入された。リース料金は月額84万円。また2009年（第85回）・2010年（第86回）の1月2日・3日に開催された箱根駅伝では大会本部車として関東学生陸上競技連盟に貸与の上、冬季公道走行試験を実施。冬の箱根という悪条件の中、低温始動性や勾配などにおける走行性などを確認した。
報告によると、前世代のホンダの燃料電池自動車の費用は2005年に生産された時点で1台あたり100万ドル以上だったとされる。複数の推定によるとホンダは1台あたり120,000ドルから140,000ドルの間に生産費用を削減したとされる。
FCXクラリティはアメリカ、日本、ヨーロッパでリースされた。アメリカでは、南カリフォルニアで最初の水素補給ステーションがある地域の顧客のみリースされる。2010年の時点において12台のFCXクラリティが月額600ドルでリースされ、これには衝突の補修、整備、道端での支援と水素燃料が含まれる。約10台が日本で、10台がヨーロッパでリースされる。
ホンダが公道に出せる燃料電池自動車の台数は会社が使用できる水素補給ステーションの数によって大幅に制限される。2010年秋に2基の水素補給ステーションがそれぞれカリフォルニア州トーランスとニューポートビーチに設置される予定である。2010年時点の報告によると合計50台のFCXクラリティがアメリカでリースされ、世界中では200台が利用される。ホンダは2018年にFCXクラリティを基にした量産車の生産を開始できるとしていたが、2015年現在、生産は終了している。2015年の東京モーターショーにFCXクラリティのコンセプトを継ぐ、クラリティ フューエル セル（CLARITY FUEL CELL）が発表され、2016年3月10日からリース販売が開始された（一般にも販売予定）。

## 仕様
車両の電力は出力100 kWのホンダ垂直流(V Flow)水素燃料電池から必要に応じて供給される。電気自動車のようにブレーキや減速時のエネルギーはモーター/発電機によって回収され288Vのリチウムイオン蓄電池に充電される。
電気モーターは出力134馬力 (100 kW)でトルクが0-3056 rpm時に189 lb⋅ft (256 N⋅m)のEVプラスのモーターを基にしている。それは静かで安定した加速と高トルクを提供する。走行距離は水素タンクを満タンにした場合(4.1 kg @ 5000psi)約240 miles (~386 km)であると推定される。車両は街中で1kgの水素で約77マイル (123.9 km)、高速道路で1kgの水素で67マイル (107.8 km)、組み合わせた走行で1kgの水素で72マイル (115.9 km)走行できると推定される。

## 設計
FCXクラリティは2008年型のアコードよりも約4インチ短い。それは革新的な運転席を備えている:ダッシュボードの表示装置は水素の消費量が大きくなるにつれて色とサイズを変更するドットが含まれ、運転手は容易に走行距離を確認できる。他の表示装置は電池の残量とモーターの出力を表示し、速度計は運転席の表示装置の上に設置され道路から視線を外さずに容易に確認できる。内装では座席とドアのライニング上には植物性のホンダのバイオ布が張られている。

## 生産
栃木県塩谷郡高根沢町の四輪新機種センターの組み立てラインで生産される。燃料電池は隣接する栃木県芳賀郡芳賀町のホンダエンジニアリングで生産される。予定では3年間で200台生産される。

## 運転費用
2009年の報告では天然ガスから水素を製造する費用はカリフォルニア州で1kgあたり約5ドルから10ドルである。これは2009年の夏のガソリンの値段の約2倍で燃料電池自動車は同規模のガソリン自動車よりも効率が約2倍である。FCXクラリティは1kgの水素で平均60マイル走行できる。

## FCXコンセプト

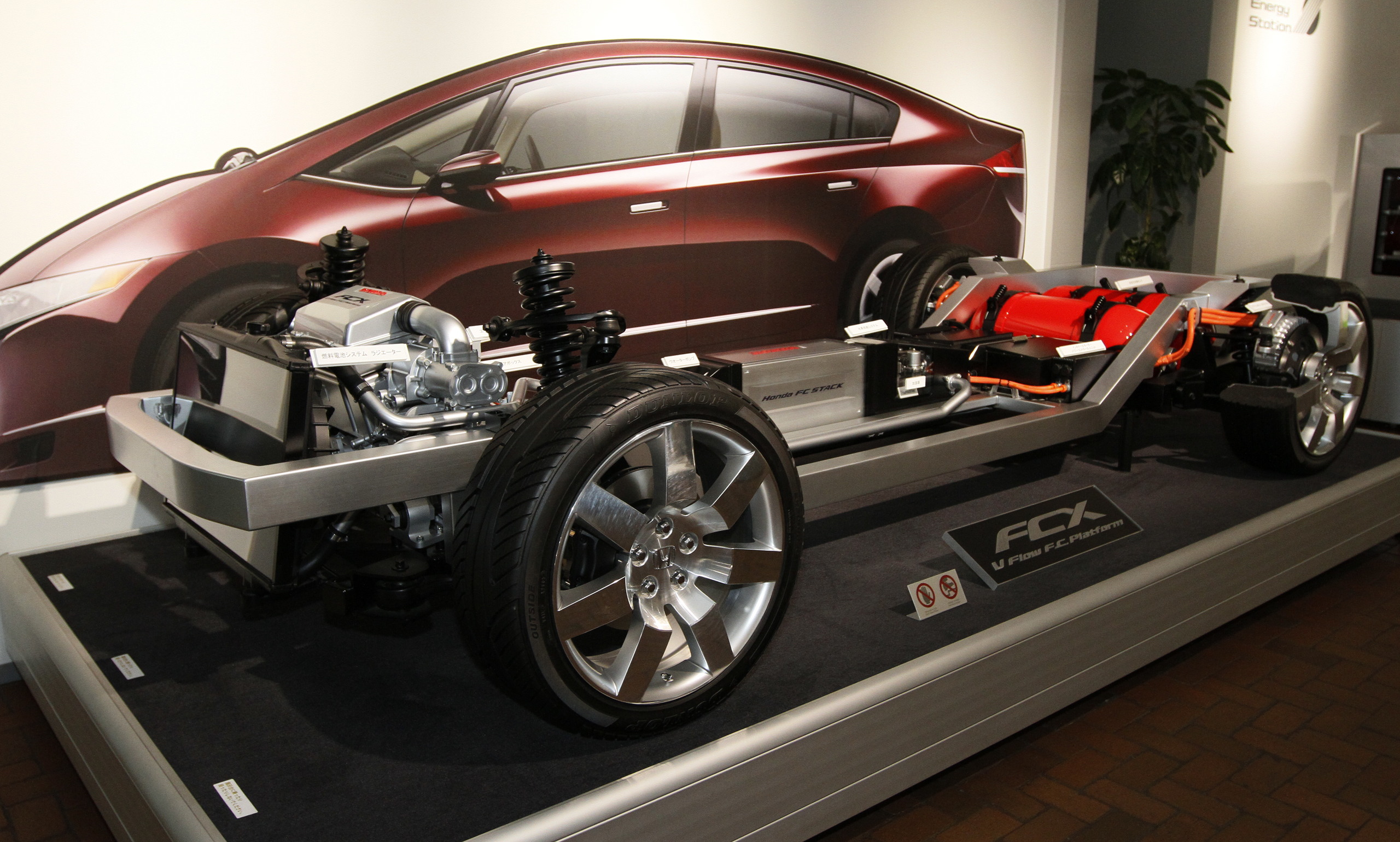
ホンダコレクションホールに展示されているFCXコンセプト（2005年）のシャーシ

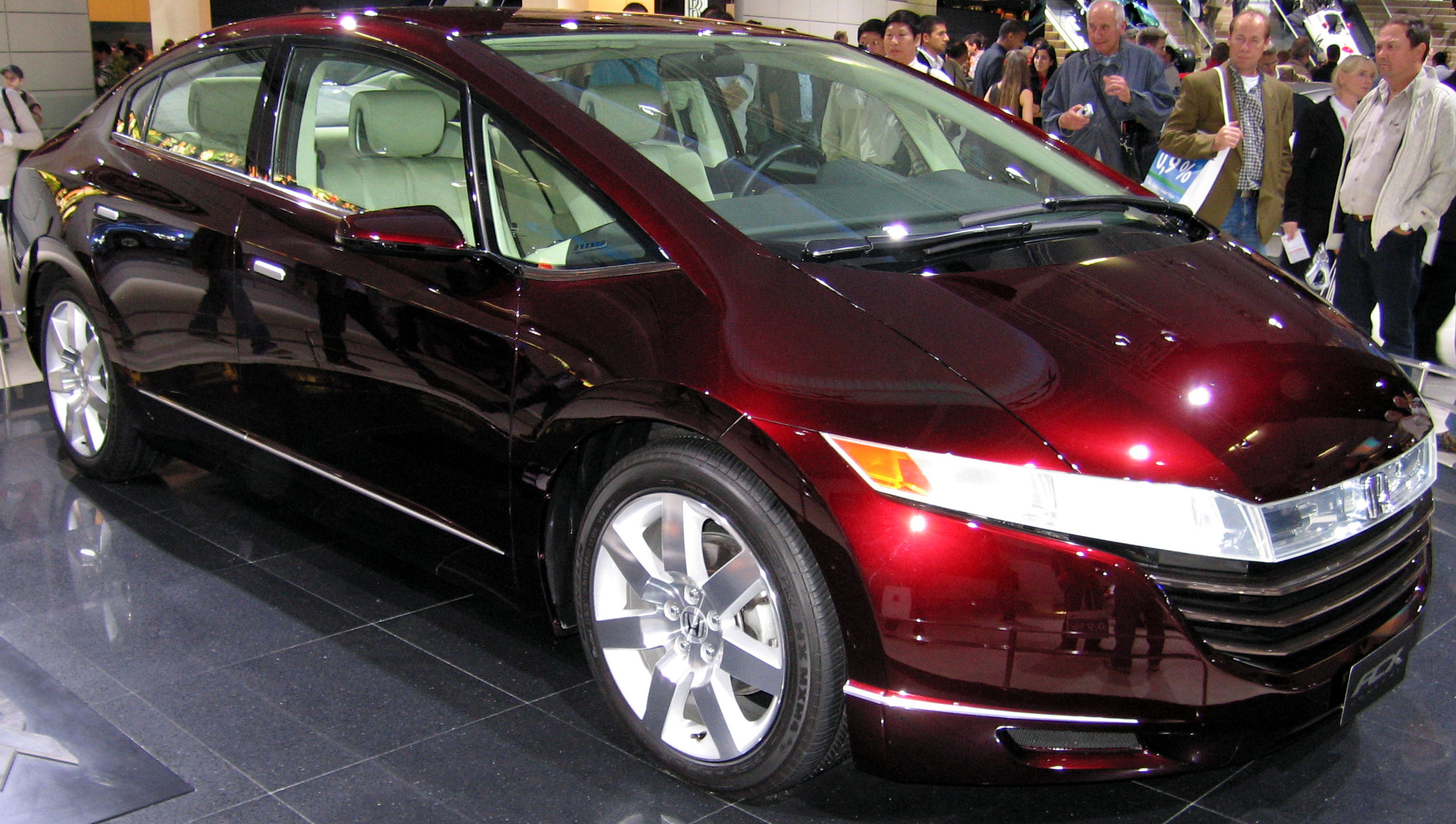
FCXコンセプト（2006年）。クラリティとはグリル周りが異なる

FCX Concept の名で発表され、FCXクラリティの原型となったコンセプトカー。

### 2005年
展示用に作られたFCXコンセプト。2005年10月の東京モーターショーで初公開された。前輪を駆動するモーターに加え、後輪にインホイールモーターを備えた四輪駆動車として設計されている。
この時点では商品化について触れられていなかったが、2006年1月に発売計画が発表された。

### 2006年
実際に走行可能となったFCXコンセプト。
2006年9月に公開され、2008年の発売が予告された。